# التمساح الأبيض
التمساح الأبيض , فيلم فرنسي أمريكي صدر عام 1996 .

## ملخص
في نيو أورلينز ، بعد عملية سطو فاشلة، تجد دوفا وشقيقها ميلو وشريكهما أنفسهم مطاردين من قبل  شرطة. ميلو أصيب أثناء المطاردة . يلجأ الثلاثي إلى بار، من أجل علاج ميلو. بعد بضع دقائق، يضطر دوفا ولو إلى أخذ المالك، جانيت، عاملة البار وابنها داني، و العاميلين الموجودين في البار كرهائن ، بعد أن تمركز شرطة عند مدخل البار، معتقدين أنهم يتعاملون مع جاي فوكارد، تاجر أسلحة خطير و مطلوب لدى الشرطة. يستغل لو، غيبوبة ميلو وغياب شقيقهليضربه .
يتظاهر جاي فوكارد بأنه زبون عابر. يعرض تحرير الرهائن. لكن أثناء عملية احتجاز الرهائن، يتشاجر الرجال الثلاثة، حيث لا يريد ميلو أي إراقة دماء، في حين أن دوفا ولو على استعداد لإعدام الرهائن للخروج من الموقف. يزداد التوتر ويقرر ميلو الانتحار . يرسل العميل براوننج، مفاوض الرهائن، رجاله لاقتحام المنزل وتحرير الرهائن.  يتم قتل جاي و لو على يد الشرطة. وقامت جانيت، بدفعها من قبل دوفا لإثبات رغبتها في البقاء على قيد الحياة، فقتلت جاك، العميل الثاني.
يتم تحرير رهائن، بينما يتظاهر دوفا، بأنه رهينة ويُنظر إليه كبطل .

## الورقة الفنية
- تحقيق : كيفن سبيسي
- سيناريو : كريستيان فورتي
- موسيقى : مايكل بروك
- التصوير الفوتوغرافي : مارك بلامر
- حَشد : جاي كاسيدي
- إنتاج : باربرا أ. هول ، برادلي جينكل ، براد كريفوي [الإنجليزية]
 ، ستيفن ستابلر لصالح شركة ألبينو أليجيتور للإنتاج ، وأفلام ميراماكس ، وشركة موشن بيكتشر كوربوريشن أوف أمريكا (MPCA)، وشركة يو جي سي
- مدة : 97 دقيقة
- دولة :  الولايات المتحدة ،  فرنسا
- لغة : إنجليزي
- شكل : اللون – 35 مم – 2.35:1 – صوت Dolby Digital
- تصنيف : الولايات المتحدة الأمريكية :R (العنف واللغة)
- تواريخ الإصدار :
  - كندا :9
  - الولايات المتحدة :17
  - فرنسا :30

## توزيع
- مات ديلون (VF : سيرج فاليو ) :دوفا
- فاي دوناواي (VF : جينيت بيجون ) : جانيت بودرو
- غاري سينيز (VF : هيرفي بيلون ) :ميلو
- ويليام فيشتنر (VF : باتريك لابلاس ) : قانون
- فيجو مورتنسن (VF : إريك ليجراند ) : جاي فوكارد
- جو مانتيجنا (VF : فيليب بيثيو ) : العميل ج. د. براوننج
- جون سبنسر :جاك
- سكيت أولريش (VF :لودوفيك باوجين) :داني بودرو
- فرانكي فايسون : العميل مارف روز
- ميليندا ماكجرو (VF : فيرونيك أوجيرو ) : جيني فيرجسون
- السيد. إيميت والش (VF :بيير باتون) :دينو

1. 1 2 3  وصلة مرجع: http://www.imdb.com/title/tt0115495/. الوصول: 15 أبريل 2016.
2. 1 2  مذكور في: قاعدة بيانات الأفلام التشيكية السلوفاكية. لغة العمل أو لغة الاسم: التشيكية. تاريخ النشر: 2001.